# Тарко-Сале (аэропорт)
Тарко-Сале (IATA): TQL, ICAO: USDS) — аэропорт местного значения в городе Тарко-Сале Ямало-Ненецкого автономного округа в России, расположен в 1,5 км северо-восточнее центральной части города. Аэропорт имеет одну взлетно-посадочную полосу с грунтовым покрытием (укатанный песок) и железобетонный вертодром. Собственником и эксплуатантом является ГУП ЯНАО «Аэропорт Тарко-Сале».

## Принимаемые типыВС
Ан-2, Ан-24, Ан-26, Ан-28, Ан-3, Л-410, Як-18, Як-40 (только в зимнее время), Як-50, Cessna 208B, DHC-6 Twin Otter и более лёгкие, вертолёты всех типов. Аэродром в период весенней распутицы (май — июнь) закрывается для приёма и выпуска воздушных судов на 15 – 30 календарных дней.

## История
В 1957 году в акватории реки Пур, что берёт начало у Тарко-Сале, был организован гидроаэродром для приема самолетов Ан-2. С того времени и началось регулярное воздушное сообщение районного центра с «большой землей».
В 1962 году силами жителей посёлка была возведена грунтовая полоса, на которую стали приземляться малые пассажирские самолеты. Улучшенную грунтовую полосу для более тяжелых воздушных судов (Ан-24 и Ан-26) оборудовали только спустя пять лет. К этому времени геофизики открыли в Пуровском районе огромные запасы углеводородов, обусловившие необходимость постоянного дислоцирования авиации в Тарко-Сале. Период с конца 70-х до начала 90-х годов — время активной деятельности аэропорта. С февраля 1980 года начал свою самостоятельную работу Таркосалинский объединенный авиаотряд, коллектив которого насчитывал 650 человек. В 90-е годы в условиях экономических трудностей таркосалинский аэропорт, как и многие другие авиапредприятия, оказался фактически заброшенным.
В начале 2001 года при поддержке районных властей работу воздушной гавани удалось возобновить: восстановлено покрытие взлётно-посадочной полосы, налажена работа аэродромного оборудования и решены важные организационные вопросы. Был приобретен специальный автотранспорт, новейшая для того времени светосигнальная система, комплекс для досмотра пассажиров, багажа и грузов, восстановлены топливно заправочный комплекс и метеостанция. За период с 2002 по 2009 год количество взлётов-посадок возросло в 5 раз, пассажиропоток увеличился в 6 раз, а объём обработки грузов возрос в 65 раз. В 2009 году аэропорту впервые удалось полностью перейти на самофинансирование.

## Показатели деятельности
| Пассажиропоток       | Пассажиропоток | Пассажиропоток | Пассажиропоток | Пассажиропоток | Пассажиропоток | Пассажиропоток | Пассажиропоток | Пассажиропоток | Пассажиропоток | Пассажиропоток | Пассажиропоток | Пассажиропоток | Пассажиропоток | Пассажиропоток | Пассажиропоток | Пассажиропоток | Пассажиропоток | Пассажиропоток | Пассажиропоток | Пассажиропоток |
| -------------------- | -------------- | -------------- | -------------- | -------------- | -------------- | -------------- | -------------- | -------------- | -------------- | -------------- | -------------- | -------------- | -------------- | -------------- | -------------- | -------------- | -------------- | -------------- | -------------- | -------------- |
| год                  | 2014           | 2015           | 2016           | 2017           | 2022           |                |                |                |                |                |                |                |                |                |                |                |                |                |                |                |
| тыс. пассажиров      | 40,0           | ↘37,3          | ↘22,1          | ↘14,4          | 8,55           |                |                |                |                |                |                |                |                |                |                |                |                |                |                |                |
| Грузопоток           |                |                |                |                |                |                |                |                |                |                |                |                |                |                |                |                |                |                |                |                |
| год                  | 2014           | 2015           | 2016           | 2017           |                |                |                |                |                |                |                |                |                |                |                |                |                |                |                |                |
| тонн                 | 994,3          | ↗1 224,0       | ↘419,0         | ↗457,3         |                |                |                |                |                |                |                |                |                |                |                |                |                |                |                |                |
| Источник: Росавиация |                |                |                |                |                |                |                |                |                |                |                |                |                |                |                |                |                |                |                |                |